# Susan Peters
Susan Peters, pseudonimo di Suzanne Carnahan (Spokane, 3 luglio 1921 – Visalia, 23 ottobre 1952), è stata un'attrice statunitense.
Nel 1943 ottenne una candidatura all'Oscar alla miglior attrice non protagonista per il film Prigionieri del passato (1942) di Mervyn LeRoy.

## Biografia
Inizialmente scritturata dalla Warner Brothers, Susan Peters lavorò successivamente per la MGM: il suo primo impiego fu quello di porgere la battuta nei screen test di altri attori, ma presto le sue qualità drammatiche vennero notate dagli esecutivi degli Studios, facendole guadagnare le prime scritture come attrice.
Sotto il suo vero nome di Suzanne Carnahan, per i primi due anni interpretò brevi ruoli non accreditati in film come Peccatrici folli (1940) di George Cukor, I pascoli dell'odio (1940) di Michael Curtiz, e Arriva John Doe (1941) di Frank Capra, quindi assunse il nome d'arte di Susan Peters e firmò un contratto con lo Studio. Ruoli più interessanti le giunsero con Il terrore di Chicago (1942), Tish (1942), La doppia vita di Andy Hardy (1942), e Il segreto del golfo (1943).
Il personaggio di Kitty in Prigionieri del passato (1942) le fece guadagnare una candidatura all'Oscar alla miglior attrice non protagonista e convinse la MGM a offrirle ruoli da protagonista, come nel successivo Song of Russia (1944), che fu apprezzato dalla critica ma non ottenne un gran successo di pubblico. Tuttavia la Peters nel 1944 era ormai assurta al rango di giovane star dello Studio, insieme ad altri interpreti del calibro di Van Johnson, Esther Williams e Gene Kelly.
Il 1º gennaio 1945, durante una battuta di caccia in compagnia del marito Richard Quine, attore e futuro regista che aveva sposato il 7 novembre 1943, la Peters rimase accidentalmente ferita alla schiena da un colpo d'arma da fuoco. Il proiettile, conficcatosi nella spina dorsale, le causò una paralisi permanente dalla vita in giù che la costrinse su una sedia a rotelle. Già duramente provata, nel dicembre dello stesso anno la Peters perse la madre, che l'aveva assistita dal momento dell'incidente e che morì improvvisamente per un attacco cardiaco.
Tuttavia la Peters non si diede per vinta. Nel 1946 lei e Quine adottarono un bambino, Timothy, e l'attrice tentò di proseguire la carriera. La MGM continuò a corrisponderle l'ingaggio ma non riuscì più a trovare ruoli adatti a lei, cosicché il contratto venne rescisso. Il ritorno sul grande schermo avvenne nel 1948 con il melodramma Il segno del capricorno, in cui la Peters ebbe il ruolo della protagonista Leah St. Aubyn, una giovane donna paralitica che tiranneggia il marito (Alexander Knox), un facoltoso uomo d'affari, riesce a mandare a monte i matrimoni dei due figliastri e mette in pericolo la vita della segretaria del marito, prima di suicidarsi quando i suoi intrighi vengono alla luce.
Nonostante le difficoltà derivate dalla grave disabilità, la Peters comparve in due produzioni teatrali, Lo zoo di vetro e The Barretts of Wimpole Street, e interpretò il ruolo di un avvocato nella serie televisiva Miss Susan (1951), ma non riuscì a ottenere altre scritture compatibili con le sue compromesse condizioni fisiche.
Sofferente di depressione dopo la separazione dal marito nel 1948, l'attrice contrasse una polmonite, complicata dalle conseguenze di un'anoressia nervosa, e il deterioramento del suo stato di salute la condusse alla morte prematura il 23 ottobre 1952, all'età di soli trentuno anni.

## Filmografia
- Peccatrici folli (Susan and God), regia di George Cukor (1940) (non accreditata)
- L'uomo che parlò troppo (The Man Who Talked Too Much), regia di Vincent Sherman (1940) (scene cancellate))
- Young American Flies, regia di B. Reeves Eason (1940) (non accreditata)
- Money and the Woman, regia di William K. Howard (1940) (non accreditata)
- I pascoli dell'odio (Santa Fe Trail), regia di Michael Curtiz (1940) (con il nome Suzanne Carnahan)
- Sockeroo, regia di B. Reeves Eason (1940)
- Bionda fragola (The Strawberry Blonde), regia di Raoul Walsh (1941) (non accreditata)
- Arriva John Doe (Meet John Doe), regia di Frank Capra (1941) (non accreditata)
- Here Comes Happiness, regia di Noel M. Smith (1941) (non accreditata)
- Scattergood Pulls the Strings, regia di Christy Cabanne (1941)
- Three Sons o'Guns, regia di Benjamin Stoloff (1941)
- Personalities, regia di Noel M. Smith (1942) - cortometraggio (non accreditata)
- Il terrore di Chicago (The Big Shot), regia di Lewis Seiler (1942)
- Tish, regia di S. Sylvan Simon (1942)
- Il nuovo assistente del dottor Gillespie (Dr. Gillespie's New Assistant), regia di Willis Goldbeck (1942)
- Prigionieri del passato (Random Harvest), regia di Mervyn LeRoy (1942)
- La doppia vita di Andy Hardy (Andy Hardy's Double Life), regia di George B. Seitz (1942)
- Il segreto del golfo (Assignment in Brittany), regia di Jack Conway (1943)
- Young Ideas, regia di Jules Dassin (1943)
- Song of Russia, regia di Gregory Ratoff (1944)
- Dinamite bionda (Keep Your Powder Dry), regia di Edward Buzzell (1945)
- Il segno del capricorno (The Sign of the Ram), regia di John Sturges (1948)
- Miss Susan, regia di Calvin Jones (1951) – serie tv

## Doppiatrici italiane
- Micaela Giustiniani in Il terrore di Chicago, Prigionieri del passato

## Riconoscimenti
- Premi Oscar 1943 - Candidatura all'Oscar alla miglior attrice non protagonista per Prigionieri del passato